# Teresa Zurek

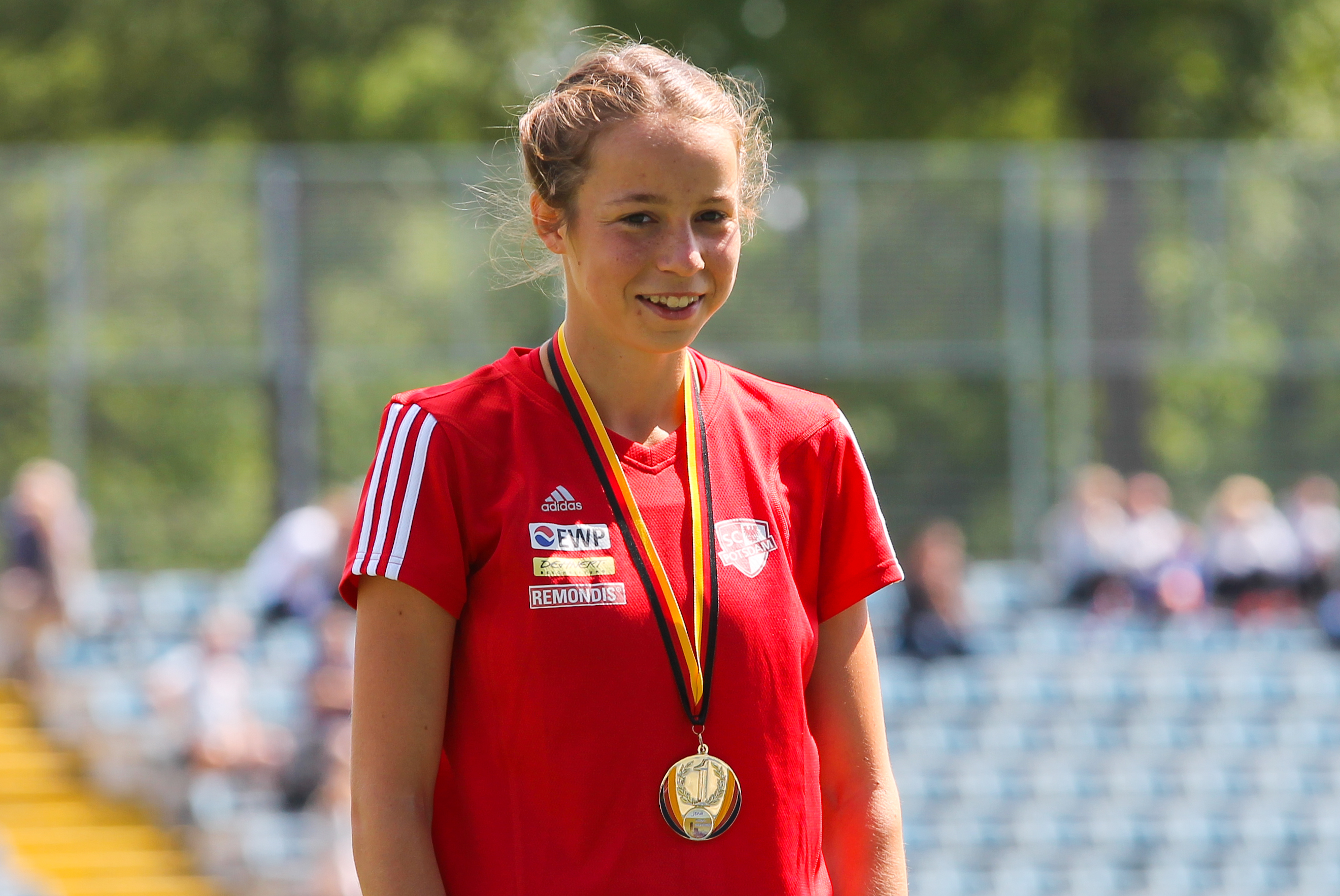
Teresa Zurek (2015)

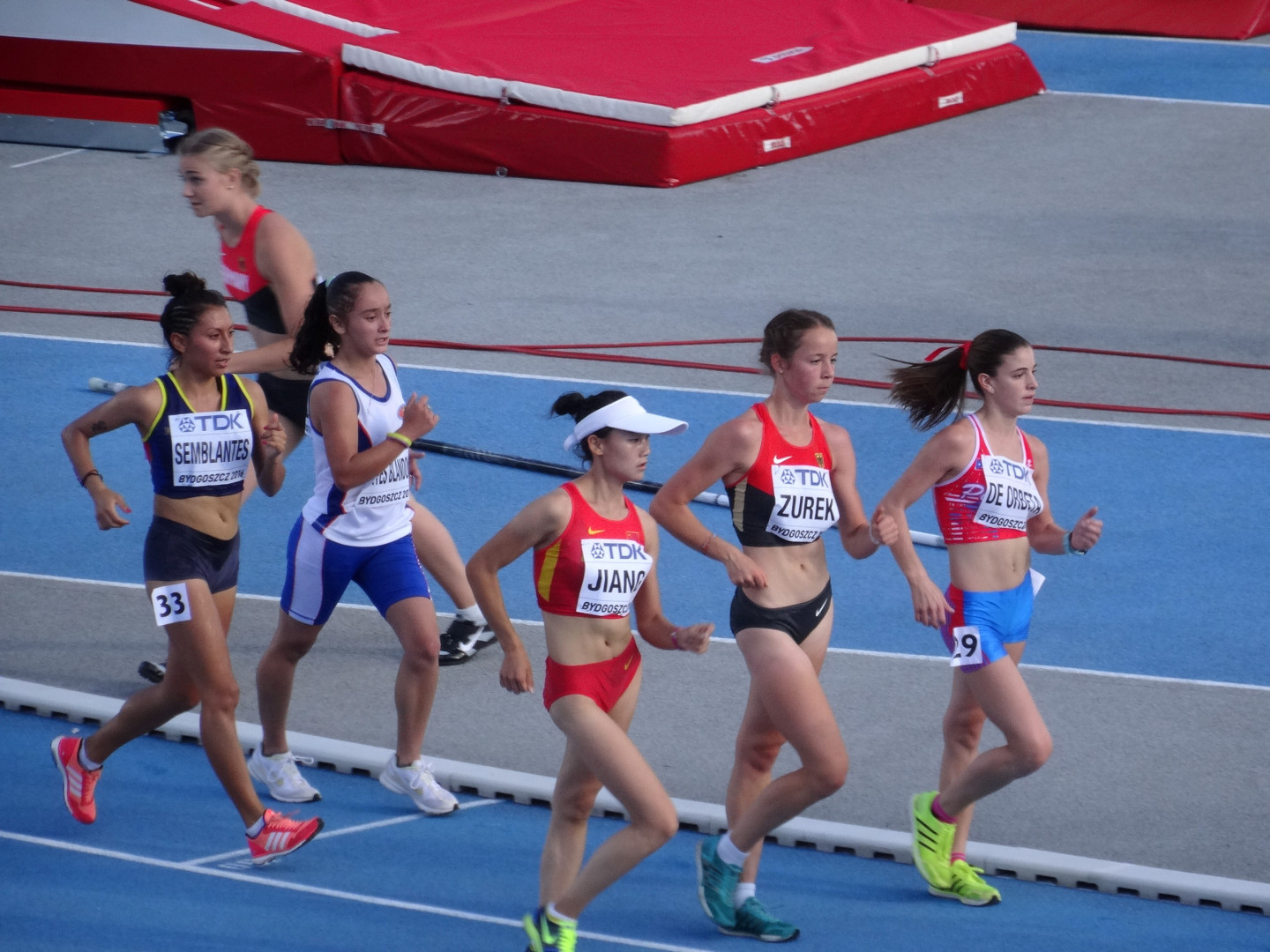
Teresa Zurek (2. von rechts) bei den U20-Weltmeisterschaften 2016

Teresa Zurek (* 29. Juli 1998 in Potsdam) ist eine deutsche Leichtathletin, die sich auf das Gehen spezialisiert hat.

## Karriere
Zurek startet sowohl im Bahn- als auch im Straßengehen. In beiden Disziplinen konnte sie bereits nationale Erfolge erreichen.

### Bahngehen
Am 14. Februar 2016 nahm sie an der deutschen Meisterschaft im 3000-Meter-Bahngehen teil, die im Rahmen der Deutschen Senioren-Hallenmeisterschaften in Erfurt ausgetragen wurde. Dabei setzte sie sich in 13:46,95 Minuten vor Nicole Best und Lea Dederichs durch und sicherte sich ihren ersten deutschen Meistertitel in der Halle. In der Freiluftsaison ging sie bei den deutschen Meisterschaften im 5000-Meter-Bahngehen an den Start und siegte in einer Zeit von 22:14,94 Minuten.
Nachdem sie ihren Hallenmeistertitel im Bahngehen am 5. März 2017 erfolgreich verteidigt hatte, gelang ihr auch bei den deutschen Meisterschaften im 5000-Meter-Bahngehen in Diez am 16. September 2017 in einer Zeit von 23:43,16 Sekunden die Titelverteidigung vor Bianca Schenker und Julia Richter. Durch ihre guten Leistungen wurde sie für die U20-Europameisterschaften 2017 im italienischen Grosseto nominiert und belegte dort am 20. Juli 2017 im 10.000-Meter-Gehen hinter der unter neutraler Flagge startenden Russin Jana Smerdowa den zweiten Platz.
Am 2. März sicherte sie sich zum dritten Mal hintereinander den Sieg im 3000-Meter-Bahngehen bei den deutschen Hallenmeisterschaften. Bei dem Wettbewerb war neben ihr nur ihre Teamkollegin Saskia Feige am Start.

### Straßengehen
Nachdem sie bereits im Jahr 2017 deutsche U20-Meisterin im 10-Kilometer-Gehen geworden war, startete sie am 14. April 2018 bei den deutschen Meisterschaften im 20-Kilometer-Gehen in Naumburg. Sie absolvierte die 20 Kilometer in einer Zeit von 1:33:30 Stunden und stellte damit eine neue persönliche Bestleistung auf. Mit dieser Zeit belegte sie hinter Emilia Lehmeyer und Saskia Feige den dritten Platz.
Ihren ersten Einsatz für die Nationalmannschaft bei den Frauen hatte Teresa Zurek 2018 bei den Team-Weltmeisterschaften im Gehen in Taicang. Dort kam sie nach 1:38:23 Stunden auf Platz 67 ins Ziel. Der Jahreshöhepunkt war der Start bei den Europameisterschaften in Berlin, bei dem sie den 20. Platz erreichte.

## Bestleistungen
Bahngehen

- 3000-Meter-Gehen: 12:32,07 min am 16. Juni 2017 in  Dessau
- 5000-Meter-Gehen: 22:14,94 min am 11. Juni 2016 in  Bühlertal
- 10.000-Meter-Gehen: 46:34,94 min am 19. Juli 2016 in  Bydgoszcz

Straßengehen

- 05-km-Gehen: 23:47 min am 11. April 2015 in  Poděbrady
- 10-km-Gehen: 45:53 min am 8. April 2017 in  Poděbrady
- 20-km-Gehen: 1:33:30 h am 14. April 2018 in  Naumburg